# Vrkoč mnohozubý
Vrkoč mnohozubý (Vertigo antivertigo) je druh drobného suchozemského plže, jehož výskyt je v omezeně velkých populacích ostrůvkovitě zaznamenáván v téměř celé střední a západní Evropě (včetně Britského souostroví) a také v Persii. Druh je morfologicky podobný ostatním zástupcům rodu Vertigo, jmenovitě např. vrkoči bažinnému (Vertigo moulinsiana). Platný popis druhu uveřejnil roku 1801 známý francouzský malakolog Jacques Philippe Raymond Draparnaud.